# Elezioni presidenziali in Ucraina del 2019
Le elezioni presidenziali in Ucraina del 2019 si sono tenute il 31 marzo (primo turno) e il 21 aprile (secondo turno) e hanno determinato la vittoria dell'attore e comico Volodymyr Zelens'kyj, che ha nettamente sconfitto al ballottaggio con il 73,2% il presidente in carica Petro Porošenko.

## Sistema elettorale
Il presidente dell'Ucraina è eletto ogni cinque anni; se nessun candidato dovesse superare il 50% nel primo turno, il capo di Stato verrebbe scelto con un ballottaggio. In conformità con l'articolo 103 del Capitolo V della Costituzione dell'Ucraina, i candidati devono essere cittadini ucraini, residenti in Ucraina da almeno dieci anni e devono avere una buona padronanza della lingua ucraina.
Secondo le stime della Commissione elettorale centrale, il corpo elettorale dell'Ucraina è costituito da circa 35,3 milioni di persone, a fronte di una popolazione di 41 - 43 milioni di abitanti, la cifra effettiva è solo stimata in quanto in Ucraina non si effettua un censimento dal 2001 dove gli abitanti erano oltre 48 milioni.

## Risultati
| Volodymyr Zelens'kyj        | Servitore del Popolo                                        | 5 714 034  | 30,60 | 13 541 528 | 74,96 |  |  |  |
| Petro Porošenko             | Indipendente                                                | 3 014 609  | 16,15 | 4 522 450  | 25,03 |  |  |  |
| Julija Tymošenko            | Patria                                                      | 2 532 452  | 13,56 |            |       |  |  |  |
| Jurij Bojko                 | Indipendente (Piattaforma di Opposizione - Per la Vita)     | 2 206 216  | 11,82 |            |       |  |  |  |
| Anatolij Hrycenko           | Posizione Civica                                            | 1 306 450  | 7,00  |            |       |  |  |  |
| Ihor Smeško                 | Indipendente                                                | 1 141 332  | 6,11  |            |       |  |  |  |
| Oleh Ljaško                 | Partito Radicale di Oleh Ljaško                             | 1 036 003  | 5,55  |            |       |  |  |  |
| Oleksandr Vilkul            | Blocco di Opposizione - Partito della Pace e dello Sviluppo | 784 274    | 4,20  |            |       |  |  |  |
| Ruslan Košulyns'kyj         | Svoboda                                                     | 307 244    | 1,65  |            |       |  |  |  |
| Jurij Tymošenko             | Indipendente                                                | 117 693    | 0,63  |            |       |  |  |  |
| Oleksandr Ševčenko          | Associazione Ucraina di Patrioti                            | 109 078    | 0,58  |            |       |  |  |  |
| Valentyn Nalyvajčenko       | Movimento Spravedlyvist'                                    | 43 239     | 0,23  |            |       |  |  |  |
| Ol'ha Bohomolec'            | Indipendente                                                | 33 966     | 0,18  |            |       |  |  |  |
| Hennadij Balašov            | Partito Libertario 5.10                                     | 32 872     | 0,18  |            |       |  |  |  |
| Roman Bezsmertnyj           | Indipendente                                                | 27 182     | 0,15  |            |       |  |  |  |
| Viktor Bondar               | Rinascita                                                   | 22 564     | 0,12  |            |       |  |  |  |
| Julija Lytvynenko           | Indipendente                                                | 20 014     | 0,11  |            |       |  |  |  |
| Jurij Derev″janko           | Volja                                                       | 19 542     | 0,10  |            |       |  |  |  |
| Serhij Taruta               | Osnova                                                      | 18 918     | 0,10  |            |       |  |  |  |
| Altri <0,10% (20 candidati) | —                                                           | 181 482    | 0,97  |            |       |  |  |  |
| Totale                      | Totale                                                      | 18 670 917 | 100   | 18 064 676 | 100   |  |  |  |
|                             |                                                             |            |       |            |       |  |  |  |
| Voti non validi             | Voti non validi                                             | 222 947    | 1,18  | 427 161    | 2,31  |  |  |  |
| Votanti                     | Votanti                                                     | 18 893 864 | 62,86 | 18 491 837 | 61,52 |  |  |  |
| Elettori                    | Elettori                                                    | 30 056 127 |       | 30 056 127 |       |  |  |  |

- I totali riportati nei risultati ufficiali differiscono dalla relativa sommatoria (I turno: 18.893.764 voti; II turno: 18.491.819 voti).